# Feuchtwiesen am Bullerbach
Koordinaten: 52° 7′ 9″ N, 7° 54′ 37″ O
Das Naturschutzgebiet Feuchtwiesen am Bullerbach liegt auf dem Gebiet der Gemeinde Lienen im Kreis Steinfurt in Nordrhein-Westfalen.
Das Gebiet erstreckt sich südwestlich des Kernortes Lienen direkt an der am südlichen Rand vorbeiführenden B 475. Der Bullerbach fließt durch das Gebiet, südlich verläuft die Landesgrenze zu Niedersachsen.

## Bedeutung
Für Lienen ist ein 263,7333 ha großes Gebiet unter der Kenn-Nummer ST-087 als Naturschutzgebiet ausgewiesen. Das Gebiet wurde unter Schutz gestellt „zur Erhaltung und Förderung von Lebensgemeinschaften und Biotopen mit zum Teil gefährdeten Tierarten und Pflanzengesellschaften des offenen Wassers und des feuchten Grünlandes.“